# Egon Pollak (Dirigent)
Egon Pollak (geboren am 3. Mai 1879 in Prag, Österreich-Ungarn; gestorben am 14. Juni 1933 in Prag) war tschechischer Dirigent und von 1922 bis 1931 Generalmusikdirektor der Hamburgischen Staatsoper.

## Leben und Werk
Pollak studierte zunächst Mathematik an der Technischen Hochschule Darmstadt und an der Georg-August-Universität Göttingen. Er soll sodann – unter dem Einfluss seines Vaters – das Interesse am Studium verloren haben und ließ sich schließlich privat von Karel Knittl dem Direktor des Prager Konservatoriums zum Dirigenten ausbilden.
Bereits 1901 erhielt er seine erste Anstellung als Chordirigent am Prager Neuen Deutschen Theater und war Assistent von Leo Blech. 1905 wurde er erster Opernkapellmeister in Bremen, 1910 in Leipzig. 1912 bis 1917 folgte ein Engagement an das Opernhaus der Stadt Frankfurt. Im August 1917 folgte Pollak einem Ruf als musikalischer Oberleiter an das Stadttheater in Hamburg (ab 1934 Hamburgische Staatsoper), welches bis 1919 privatgesellschaftlich geführt wurde und nun staatliche Zuschüsse erhielt. 1919 wurde das Haus in ein reines Musiktheater umgewandelt, 1922 wurde Pollak zum Generalmusikdirektor ernannt. Die 1920er Jahre waren am Stadttheater einerseits durch wirtschaftliche Schwierigkeiten aufgrund der Inflationszeit geprägt, andererseits durch den Neubau des Bühnenhauses sowie eine Reihe bewährter Aufführungen, Neuinszenierungen und Gastspiele. Am 12. April 1920 dirigierte er – zeitgleich mit Otto Klemperer in Köln – die Uraufführung von Korngolds Die tote Stadt. Pollak galt als Wagner-Spezialist und erhielt besonderen Zuspruch für seine Dirigate von Smetanas Verkaufter Braut, Janáček Jenůfa (1926) und Wagners Ring des Nibelungen (1927). Gemeinsam mit dem Intendanten des Stadttheaters, Leopold Sachse, bemühte er sich um gleichbleibend hohes Niveau und Erneuerung des Spielplans. In Hamburg war er auch als Konzertdirigent tätig. Beispielsweise führte er 1927 das Konzert für zwei Klaviere und Orchester von Carl Philipp Emanuel Bach in einer Bearbeitung von Heinrich Schenker auf.
1929 machten die Weltwirtschaftskrise und die Konkurrenz anderer Musikbühnen in Hamburg dem Stadttheater zu schaffen, die Besucherzahlen sanken. Als Pollak in der Spielzeit 1930/31 mit Beethovens Fidelio sowie den Wagner-Opern Tannhäuser, Lohengrin, Meistersinger von Nürnberg und Walküre an der „Chicago Civic Opera Company“ (heute Lyric Opera of Chicago) gastierte, unter Mitnahme bedeutender deutschsprachiger Sänger, wie Lotte Lehmann, Frida Leider und Hans Hermann Nissen, entfachte das nationalsozialistische Hamburger Tageblatt heftige Polemiken. „Grund waren nicht die Gastspiele, sondern die Tatsache, dass das Stadttheater mit Pollak und Leopold Sachse von einem jüdischen Direktorium geleitet wurde.“
„Nicht ohne Bitterkeit kehrte P. der Hansestadt den Rücken.“ Er kündigte seinen Vertrag im Juni 1931 und wechselte als Operndirektor nach Chicago. Jedoch zerschlug sich die Hoffnung, dort festen Fuß zu fassen: Die Oper von Chicago stellte Ende des Jahres aus finanziellen Gründen ihren Spielbetrieb ein. Pollak gastierte im Winter 1932 in der Sowjetunion und dirigierte in der Folge ein Gastspiel der Wiener Staatsoper in Kairo und Alexandria. Am 30. Mai 1932 leitete er seine letzte Aufführung in Hamburg: Der Widerspenstigen Zähmung von Hermann Goetz. Nach einer Reihe von Gastspielen an der Wiener Staatsoper emigrierte Pollak in die Tschechoslowakei und wurde zum Chefdirigenten des Deutschen Theaters in Prag ernannt.
Pollak starb am 14. Juni 1933 während einer Fidelio-Aufführung im Neuen Deutschen Theater Prag an einem Herzinfarkt.

## Zitat
„Ich sehe ihn noch vor mir, in dem sich sinnliche Wucht und geistige Anmut, eine unheimliche Treffsicherheit des Wortes faszinierend paarten. Wir führten ein äußerst geruhiges, innerlich ein gespanntes Gespräch, das die Bedeutung der Rassenfrage für die Kunstausübung aus nachliegenden Gründen streifte. Pollak befand sich da, er fühlte es, auf deutschem Boden bereits in Verteidigungsstellung.“